# Werner Heyde
Werner Heyde, Pseudonym Fritz Sawade (* 25. April 1902 in Forst/Lausitz; † 13. Februar 1964 in Butzbach/Hessen) war ein deutscher Psychiater und Neurologe.
Heyde war Klinikdirektor und Professor für Psychiatrie und Neurologie an der Universität Würzburg, hochrangiges SS-Mitglied und Gutachter für die Gestapo.
Als Leiter der medizinischen Abteilung der Tarnorganisation „Zentraldienststelle T4“ und erster T4-Obergutachter während der Zeit des Nationalsozialismus war er für die Ermordung von Zehntausenden Menschen mit Behinderungen bzw. psychischen Erkrankungen aus Psychiatrien und Pflegeheimen sowie Konzentrationslagerhäftlingen verantwortlich.
Nach Ende des Zweiten Weltkrieges praktizierte er unter dem Pseudonym Dr. Fritz Sawade mehrere Jahre als Arzt. Fünf Tage vor der Eröffnung des Prozesses wegen seiner Verbrechen beging Heyde in der Untersuchungshaft Suizid.

## Leben

### Kindheit, Jugend und Berufsausbildung
Werner Heyde war Sohn eines Tuchfabrikanten. Im Herbst 1914 zog die Familie in das nahegelegene Cottbus, wo Heyde im März 1920 als Klassenbester sein Abitur ablegte.
Während der Schulzeit meldete er sich als Kriegsfreiwilliger für die Teilnahme am Ersten Weltkrieg. Spätestens ab Sommer 1918 war er bei der Gruppenfernsprechabteilung 656 in Reval in Estland eingesetzt. Auch nach dem Waffenstillstand im November 1918 blieb er bis Anfang 1919 als Angehöriger eines Freikorps in Estland. Beim Kapp-Putsch im März 1920 beteiligte er sich auf Seite der Putschisten an Kämpfen im Raum Cottbus. Heyde hatte sich für zwei Monate als Zeitfreiwilliger zum Infanterieregiment 52 unter Major Bruno Ernst Buchrucker gemeldet.
Ab Mai 1920 studierte Werner Heyde Medizin in Berlin, Freiburg, Marburg, Rostock und Würzburg. Das Physikum legte er im Juli 1922 in Marburg ab, im Mai 1925 promovierte er nach dem Staatsexamen mit Note 1 in Würzburg. Anschließend war er für ein Jahr als Medizinalpraktikant an den städtischen Krankenanstalten in Cottbus, den Wittenauer Heilstätten in Berlin und der Würzburger Universitätsnervenklinik tätig. Am 8. Juni 1926 erhielt Heyde die Approbation, anschließend war er Hilfsassistent bei Martin Reichardt, der ihn förderte. Zeitweise war er auch als Forschungsstipendiat an der Psychiatrischen Klinik in Würzburg tätig. Ab November 1928 wechselte er für zwei Jahre an das chemische Institut der Bayerischen Akademie der Wissenschaften in München. Zurück in Würzburg habilitierte sich Werner Heyde mit der Habilitationsschrift Untersuchungen über Gehirnfermente. Am 10. August 1932 wurde Heyde als Privatdozent für Psychiatrie und Neurologie an der Würzburger Universität aufgenommen, nachdem er schon seit Juli 1931 als planmäßiger Assistent an der dortigen Nervenklinik beschäftigt gewesen war.
Im Februar 1931 heiratete Heyde Erika Precht. Aus der Ehe gingen zwei Kinder hervor.

### Eintritt in die NSDAP und in die SS-Totenkopfverbände
Im März 1933 traf Werner Heyde mit einem prominenten Patienten zusammen: Der SS-Oberführer Theodor Eicke aus Ludwigshafen war wahrscheinlich nach Streitereien mit innerparteilichen Gegnern auf Veranlassung des Gauleiters der bayerischen Pfalz, Josef Bürckel, zur Untersuchung seines Geisteszustands in die Würzburger Klinik eingewiesen worden. Eicke sollte vermutlich über eine „Psychiatrisierung“ aus dem Verkehr gezogen werden. Heyde, mit einem amtsärztlichen Gutachten beauftragt, sah jedoch keinerlei Anzeichen von Geistes- oder Gehirnkrankheit bei Eicke. Im Gegenteil, so Heyde in einem Schreiben an Heinrich Himmler, Eicke habe sich „hier musterhaft geführt und fiel durch sein ruhiges, beherrschtes Wesen sehr angenehm auf, er machte keinesfalls den Eindruck einer intrigierenden Persönlichkeit.“ In seinem Antwortschreiben an Heyde bat Himmler, Eicke mitzuteilen, dass er ihn „in irgendeiner, möglichst sogar Staatsstellung“ verwenden wolle. Wenige Wochen später wurde Eicke zum ersten Kommandanten des KZ Dachau ernannt, wo er das Regime der SS über Häftlinge organisierte, ehe er Inspekteur der Konzentrationslager sowie Führer der SS-Totenkopfverbände wurde. Nach Heydes eigenen Angaben trat er zum 1. Mai 1933 auf Empfehlung Eickes in die NSDAP ein (Mitgliedsnummer 3.068.165).
Von Oktober 1934 bis Mai 1936 war Heyde Mitarbeiter des Rassenpolitischen Amtes Würzburg, ab 1935 als Kreisamtsleiter. Parallel dazu entschied er als Beisitzer im dortigen Erbgesundheitsgericht über Anträge auf Zwangssterilisationen. Im Mai 1936 wandte sich Heyde mit einer Denkschrift zur Praxis der Erbgesundheitsgerichte an Arthur Julius Gütt, den Mitverfasser des offiziellen Kommentars zum Sterilisierungsgesetz. Gütt vermittelte Heyde an den damaligen Chef des Sanitätsamts im SS-Hauptamt, Ernst-Robert Grawitz. Heyde und Grawitz kamen überein, dass Heyde zum 1. Juni 1936 als Hauptsturmführer der SS (SS-Nummer 276.656) beitrat.
Heyde wurde der Sanitätsabteilung der SS-Totenkopfverbände zugewiesen und erhielt den Titel „Leiter der psychiatrischen Abteilung beim Führer der SS-Totenkopfverbände / Konzentrationslager“ – war also bei Eicke beschäftigt. Er baute die Überprüfung der „Erbgesundheit“ der KZ-Häftlinge auf, eine Aufgabe, die – so Heyde – „angesichts der psychischen und körperlichen Minderwertigkeit des weitaus größeren Teils der Lagerinsassen ganz besonders vordringlich war.“ Heyde erstellte Gutachten, die den Erbgesundheitsgerichten zugeleitet wurden und Grundlage für deren Entscheidungen über die Sterilisation oder Kastration der Häftlinge war. Daneben war Heyde als Obergutachter für die kasernierten SS-Truppen (SS-Verfügungstruppe und SS-Totenkopfverbände) und als beratender Facharzt im SS-Lazarett Berlin tätig und erstellte Gutachten für das Geheime Staatspolizeiamt.
Seine umfangreiche Tätigkeit für die SS tat Heydes weiterer Karriere an der Universität Würzburg keinen Abbruch: Sie wird im Vorfeld von Heydes Ernennung zum außerordentlichen Professor am 5. April 1939 ausdrücklich als „ehrenvoll“ erwähnt und diente gleichzeitig als Begründung für die nur geringe Anzahl wissenschaftlicher Veröffentlichungen. Zuvor, am 1. April 1934, war Heyde Oberarzt der Universitätsnervenklinik und Leiter der angeschlossenen Poliklinik geworden. Mit Wirkung zum 1. Dezember 1939 wurde Heyde – bestimmt durch die Reichsgesundheitsbehörde und gegen den ausdrücklichen Willen der Medizinischen Fakultät – Nachfolger Martin Reichardts auf dem Würzburger Lehrstuhl für Psychiatrie und Neurologie und Direktor der Psychiatrischen- und Nervenklinik der Universität Würzburg. Für seine Berufung hatten sich zuvor die „Kanzlei des Führers“ und das Reichserziehungsministerium eingesetzt.
Heyde war homosexuell, was für ihn ein Problem war. Er wurde von Arthur Kronfeld behandelt, dem Mitbegründer des Instituts für Sexualwissenschaft. Am 24. Oktober 1939 wurde ein SS-internes Untersuchungsverfahren gegen Heyde eingestellt: Anschuldigungen, Heyde habe homosexuelle Handlungen begangen, hätten sich als unrichtig erwiesen. Derartige Vorwürfe gegen Heyde hatte Ende 1935 der SS-Untersturmführer Süttinger, seine Studienzeit in den Jahren 1927 und 1928 betreffend, im Zuge der Ermittlungen gegen den Würzburger Weinhändler Leopold Obermayer erhoben. Die damaligen Ermittlungen der Gestapo und der Justiz wurden im Januar 1936 nicht weiter verfolgt, da Heyde als Sachverständiger in einem Mordprozess benötigt wurde oder möglicherweise durch Eicke beschützt wurde. Süttinger wurde am 3. November 1939 aus der SS entlassen.

### Mittäter bei der Aktion T4
Vermutlich ab Ende Juli 1939 war Werner Heyde an der Vorbereitung der Tötung von Geisteskranken und Behinderten, der sogenannten „Aktion T4“, beteiligt. Zuvor hatte die Kanzlei des Führers (KdF) unter Philipp Bouhler von Hitler den mündlichen Auftrag zur Durchführung der „Erwachsenen-Euthanasie“ erhalten. Die KdF war bereits mit der sogenannten „Kinder-Euthanasie“ beauftragt. Mit den Vorbereitungen zur Aktion T4 befasste sich ein Beratungsgremium, dem Mitarbeiter der Kanzlei, ein Vertreter des Reichsministeriums des Innern und mehrere einflussreiche Psychiater, darunter Heyde, angehörten. Themen der Beratungen dürften die Organisation, das Verfahren und die Geheimhaltung der geplanten Massentötungen und die Abgrenzung und Auswahl der Kranken gewesen sein.
Zur Verschleierung der Verantwortlichkeit von Staats- und Parteidienststellen wurde die Zentraldienststelle T4 gegründet, die im Schriftverkehr unter diversen Tarnbezeichnungen auftrat, darunter als „Reichsarbeitsgemeinschaft Heil- und Pflegeanstalten“ (RAG). Die RAG entstand etwa im Oktober 1939 als medizinische Abteilung der Zentraldienststelle, spätestens ab Mai 1940 war Werner Heyde ihr medizinischer Leiter. Nach Zeugenaussagen konnten alle grundsätzlichen Fragen nicht ohne ihn entschieden werden. Er führte den gesamten Schriftwechsel mit den Gutachtern und Heil- und Pflegeanstalten und erarbeitete Stellungnahmen zu Protesten gegen die Krankenmorde.
Ab 9. Oktober 1939 wurden an alle Heil- und Pflegeanstalten Meldebögen versandt, mit denen folgende Patienten erfasst werden sollten:
- an Schizophrenie, Epilepsie, „Schwachsinn“ und neurologischen Endzuständen Erkrankte, soweit sie nicht zur Arbeit in Anstaltsbetrieben oder nur zu mechanischen Arbeiten herangezogen werden konnten;
- alle kriminellen Geisteskranken;
- Patienten, die sich seit mindestens fünf Jahren in Anstalten befanden;
- alle nichtdeutschen Patienten unter Angabe der Rasse.

Schreiben Heydes an den Gutachter Hermann Pfannmüller vom 12. November 1940

Die Meldebögen gingen über den Referatsleiter in der Gesundheitsabteilung im Reichsministerium des Innern, Herbert Linden, an die RAG. Hier wurden sie registriert und Fotokopien für drei Gutachter gefertigt. Die Gutachter entschieden meist nur anhand der Angaben auf dem Meldebogen: Sollte nach ihrer Auffassung der Patient getötet werden, trugen sie in einem schwarz umrandeten Kasten auf dem Meldebogen ein rotes „+“ ein; ein blaues „−“ bedeutete, dass der Patient am Leben bleiben sollte. Konnte sich der Gutachter nicht entscheiden, trug er ein „?“ ein. Die abschließende Entscheidung fällte ein Obergutachter anhand der drei vorliegenden Gutachten. Als Obergutachter tätig waren Werner Heyde (seit 1939) und Herbert Linden. Linden wurde später durch Hermann Paul Nitsche ersetzt, der auch Heydes Stellvertreter in der RAG wurde. Nur in Zweifelsfällen wurde zur Entscheidung über das Schicksal des Patienten dessen Krankenakte mit herangezogen. Anstalten, die sich weigerten, die Meldebögen auszufüllen, oder die im Verdacht standen, falsche Angaben zu machen, wurden von Ärztekommissionen der „Aktion T4“ aufgesucht, die dort die Meldebögen ausfüllten oder überprüften. Mehrfach leitete Werner Heyde derartige Ärztekommissionen.
Die so zur Ermordung bestimmten Patienten wurden in den eigens hierfür umgebauten Tötungsanstalten Bernburg, Brandenburg, Grafeneck, Hadamar, Hartheim und Sonnenstein mit Kohlenmonoxid vergast. Im Zeitraum zwischen Januar 1940 und August 1941 starben so etwa 70.000 Menschen. Heyde hatte im Januar 1940 an einer „Probevergasung“ in Brandenburg teilgenommen. Die Entscheidung, Kohlenmonoxid zu verwenden, war unter Mitwirkung Heydes getroffen worden: Er hatte sich hierzu mit dem Würzburger Pharmakologen Ferdinand Flury beraten.
Unter dem Begriff „Sonderbehandlung 14f13“ wurde die Aktion T4 wahrscheinlich Ende März 1941 auf Häftlinge der Konzentrationslager ausgedehnt: Die schon erwähnten Ärztekommissionen – teilweise unter Leitung Werner Heydes – selektierten in den Konzentrationslagern Häftlinge, die anschließend in den Tötungsanstalten vergast wurden. Nach Schätzungen wurden allein im Jahr 1941 etwa 10.000 KZ-Häftlinge auf diese Weise ermordet.
Am 23. April 1941 sprachen Werner Heyde und sein Vorgesetzter Viktor Brack auf einer Tagung der Generalstaatsanwälte und Präsidenten der Oberlandesgerichte beim geschäftsführenden Reichsjustizminister Franz Schlegelberger. Sie stellten die Aktion T4 vor, zeigten den Brief Hitlers von 1939 und erwähnten, dass Hitler die Verabschiedung eines förmlichen Gesetzes zur „Euthanasie“ aus außenpolitischen Gründen abgelehnt hatte.
Wahrscheinlich im Dezember 1941 übergab Werner Heyde die Leitung der Aktion T4 an Paul Nitsche. Die genauen Gründe für sein Ausscheiden konnten nicht aufgeklärt werden, nach späteren Angaben von Viktor Brack lagen die Gründe in Heydes Person. Nach Aussagen von Hans Hefelmann hatte Reinhard Heydrich die Ablösung Heydes verlangt, da Heyde homosexuell sei. Bei Vernehmungen gestand Heyde „Erlebnisse auf homosexuellem Gebiet“. In der zur Geheimen Reichssache erklärten Angelegenheit empfahl Himmler Heydrich ein Verbleiben Heydes in der SS: „Ich möchte eigentlich den Professor nicht entlassen. Ich glaube, er ist sehr verständig und wirklich völlig gerettet.“
Von Heyde stammt ein Gutachten über den im September 1943 verhafteten Waldemar Hoven. Dieser stand als SS-Arzt des Konzentrationslagers Buchenwald im Verdacht, Belastungszeugen in einem Korruptionsverfahren gegen die Buchenwalder Lagerkommandantur ermordet zu haben. Vom 18. April 1944 datiert ein Bericht Heydes an den SS-Obergruppenführer Gottlob Berger über eine gemeinsame Reise mit Frits Clausen nach Dänemark. Clausen, Arzt und Parteiführer der dänischen Nationalsozialisten, hatte sich nach ausbleibenden Erfolgen seiner Partei zur Waffen-SS gemeldet, vor der Reise arbeitete der Mediziner zuletzt in der Würzburger Klinik unter Heyde. In der SS wurde Heyde mehrfach befördert, so am 30. Januar 1941 zum SS-Sturmbannführer, am 20. April 1943 zum SS-Obersturmbannführer und am 20. April 1945 zum SS-Standartenführer. Am 21. Februar 1944 erhielt er den SS-Totenkopfring.
Während seiner Tätigkeit bei der Aktion T4 und darüber hinaus bis Kriegsende behielt Heyde seinen Lehrstuhl in Würzburg. An der dortigen Universitätsnervenklinik wurden Ärzte der Aktion T4 fortgebildet, ebenso gewann Heyde Absolventen der Universität wie Klaus Endruweit als Mitarbeiter der Aktion T4. 1942 war Heyde an der Tötung des polnischen Zwangsarbeiters Andrzej Rostecki beteiligt: Das Reichssicherheitshauptamt hatte am 22. Juni 1942 die Exekution Rosteckis angeordnet. Heyde hatte die Würzburger Staatspolizei zuvor aufgefordert, den Patienten seiner Klinik abzuholen, da diese keine Bewahranstalt für „andersstämmige Untermenschen“ sei. Eine Tötung Rosteckis in der Universitätsklinik lehnte Heyde ab, versprach der Polizei aber Hilfe bei der Ermordung. Rostecki starb im Juli 1942 auf dem Weg nach Nürnberg.
Ab November 1941 war Heyde zudem Leiter eines SS-Lazaretts für Hirnverletzte, das der Würzburger Klinik angegliedert war. Zwischen April 1943 und März 1945 bestand in der Klinik ein Außenlager des KZ Flossenbürg, als dessen „Initiator“ Heyde gilt. Die bis zu 58 Häftlinge des Außenlagers waren mit Bauarbeiten im Klinikbereich beschäftigt. Nach einem schweren Luftangriff auf Würzburg wurde das SS-Lazarett im März 1945 nach Dänemark verlegt und unter Heydes Leitung in Gråsten neu errichtet.

### Unter dem Namen Dr. Fritz Sawade in Flensburg
Am 28. Mai 1945 wurde Heyde vom britischen Militär im Lager Fårhus in Dänemark nahe Flensburg interniert. Am 9. Oktober 1945 wurde er zunächst in das Internierungslager Gadeland, dann im Juli 1946 in das Internierungslager Eselheide bei Paderborn überführt. Während der Internierung lernte Heyde mehrere Personen kennen, die ihm später beim Untertauchen in Schleswig-Holstein behilflich waren. Die Amtsenthebung des Lehrstuhlinhabers erfolgte am 26. Juli 1945.
Am 13. Februar 1947 wurde Heyde der deutschen Justiz überstellt, zuvor hatte das Landgericht Frankfurt am Main Haftbefehl gegen ihn erlassen. Anfang April 1947 wurde Heyde nach Nürnberg überführt, denn die Verteidigung im Nürnberger Ärzteprozess hatte ihn als Entlastungszeugen angefordert. Im Laufe dieses Verfahrens wurde Heyde durch Zeugen und Dokumente schwer belastet. Zu einem Auftritt Heydes als Zeuge im Ärzteprozess kam es jedoch nicht.
Auf dem Rücktransport nach Frankfurt sprang Heyde am 25. Juli 1947 in Würzburg von einem fahrenden Militärlastwagen. Die nächsten zwölf Jahre konnte Heyde untertauchen. Nach eigenen Angaben kam er zu Fuß oder per Anhalter nach Schleswig-Holstein, wo er zunächst als selbstständiger Gärtner in Mönkeberg bei Kiel, dann als Landarbeiter bei verschiedenen Bauern arbeitete. Mit Hilfe gefälschter Entlassungspapiere als Kriegsheimkehrer erhielt Heyde offizielle Ausweise auf den Namen Fritz Sawade. Als Geburtsort gab er das östlich der Neiße liegende Triebel an, womit die Nachprüfung seiner Angaben zur damaligen Zeit nahezu unmöglich war.
1948 nahm Heyde wieder Kontakt zu seiner Familie auf, die später in Bayern lebte. Seine Frau, Erika Heyde, erhielt ab 1952 Versorgungsbezüge, da ihr Mann nach ihren Angaben verschollen sei. Wegen Betruges wurde sie deswegen 1962 zu einem Jahr Gefängnis verurteilt.

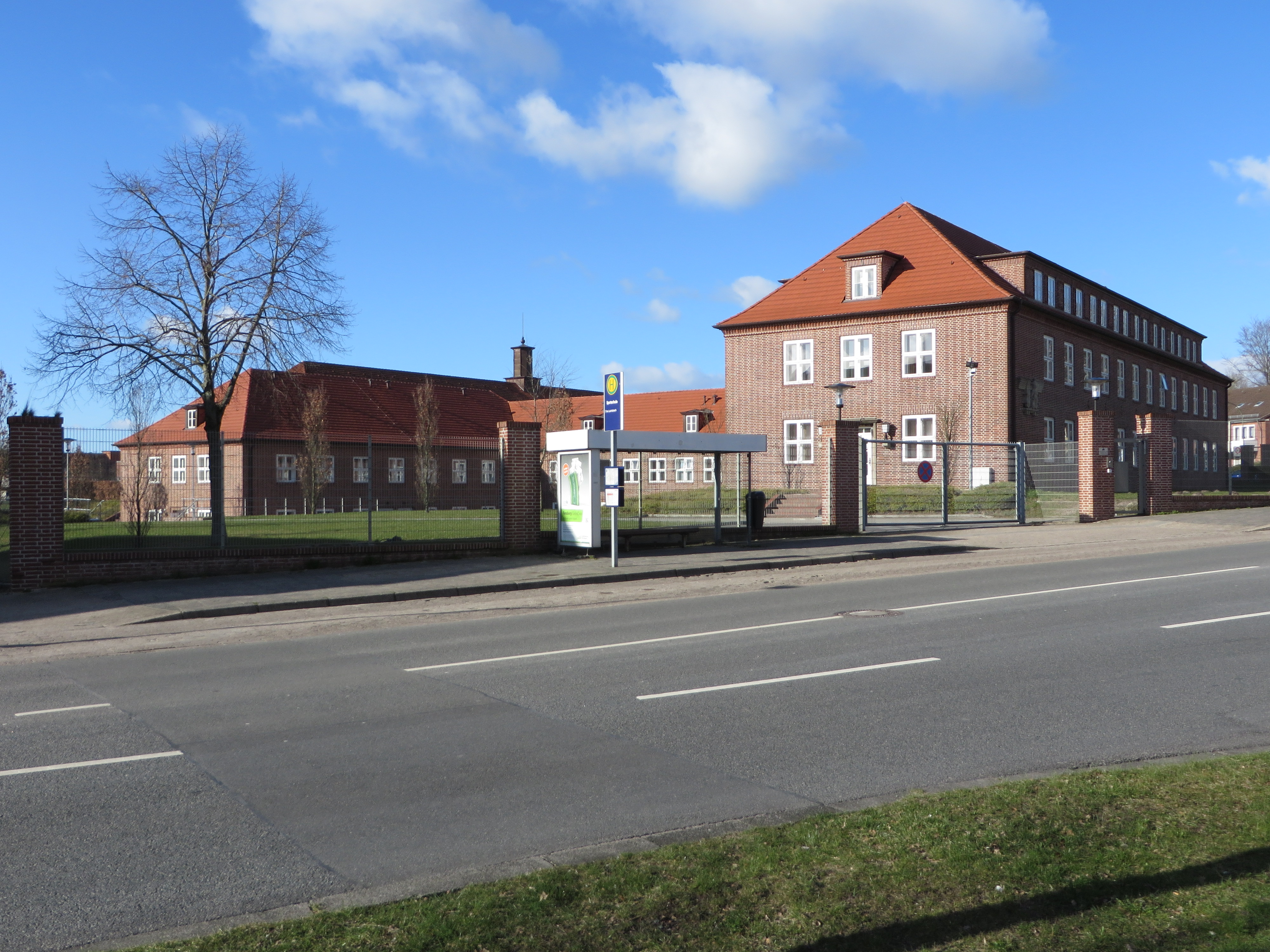
Die Sportschule Flensburg-Mürwik, wo sich im Mai 1945 die letzte Reichsregierung aufhielt und an der Heyde seit Ende der 40er Jahre als Sportarzt tätig war.

Ende 1949 erhielt Heyde unter seinem Falschnamen Dr. Fritz Sawade eine Anstellung als Sportarzt an der Sportschule in Flensburg-Mürwik. Im Stadtteil Westliche Höhe, wo nach dem Krieg etliche Nazi-Größen untergetaucht waren, besaß er im Walter-Flex-Weg 16 ein Reihenhaus. Mit Unterstützung des Mediziners Hans Glatzel, dem er seine wahre Identität offenbarte, erhielt er die Möglichkeit, freie nervenärztliche Gutachten für das Oberversicherungsamt in Schleswig-Holstein zu erstellen. In dieser Tätigkeit gelangte er bald zu einem überdurchschnittlichen Einkommen: Bis zu seiner Verhaftung 1959 erstellte er etwa 7.000 Gutachten für verschiedenste Behörden und Institutionen.
Heydes Verhaftung am 12. November 1959 war Folge einer Verärgerung des Kieler Medizinprofessors Helmuth Reinwein über die Justiz. Auslöser war eine Zivilklage des Professors wegen nächtlicher Ruhestörungen, die von seinem Nachbarhaus ausgingen. Reinwein fühlte sich bei seinem Nachbarschaftsstreit mit der Landsmannschaft Troglodytia Kiel von der Justiz im Stich gelassen und drohte damit, seine Kenntnisse über den unter falschem Namen seit 1951 als Gerichtsgutachter, insbesondere bei Sozialgerichten, tätigen Heyde öffentlich zu machen. Als schleswig-holsteinische Landesbehörden hiervon erfuhren, wurde Heyde am 4. November 1959 erstmals aufgefordert, seine Approbationsurkunde vorzulegen. Heyde verließ daraufhin Flensburg. Nach einer von verschiedenen Pannen gekennzeichneten Fahndung stellte er sich am 12. November 1959 in Frankfurt am Main den Behörden. Zuvor hatte er sich mit den zwei Würzburger Professoren Martin Reichardt und Hans Rietschel beraten, die sein Leben kannten. Zu diesem Zeitpunkt war Heinz Wolf Oberstaatsanwalt in Frankfurt, der bereits anderen hochrangigen NS-Funktionären wie Kurt Bode zu Persilscheinen verholfen hatte. Heyde stellte sich dieser Oberstaatsanwaltschaft.

### Untersuchungshaft und Suizid
Schon rasch nach seiner Verhaftung stellte sich heraus, dass etliche Juristen und Mediziner in Schleswig-Holstein Kenntnis von der Identität Fritz Sawades mit dem per Haftbefehl gesuchten Werner Heyde hatten: So hatte der ehemalige Kieler Professor für Neurologie und Psychiatrie, Hans Gerhard Creutzfeldt, im Dezember 1954 den Präsidenten des Schleswig-Holsteinischen Landessozialgerichts in Schleswig, Ernst Siegfried Buresch, schriftlich auf die Identität aufmerksam gemacht. Der Gerichtspräsident reichte Creutzfeldt das Schreiben zurück, ohne gegen Heyde vorzugehen. Auch Creutzfeldt unterließ es, seine Kenntnisse den Fahndungsbehörden mitzuteilen. 1961 konnte ein Untersuchungsausschuss des Schleswig-Holsteinischen Landtags 18 Spitzenbeamten und Personen des öffentlichen Lebens diese Kenntnis nachweisen. Der Kreis derer, die von entsprechenden Gerüchten wussten, dürfte weitaus größer gewesen sein: Zu sehr klafften die Legende vom „einfachen Nervenarzt Dr. Sawade“ und Heydes Kenntnisse und Fähigkeiten auseinander. Parallel zur Arbeit des Untersuchungsausschusses wurden gegen mehrere von Heydes Mitwissern Ermittlungsverfahren wegen Begünstigung eingeleitet, die aber in keinem Fall zu strafrechtlichen Konsequenzen führten.
Die Ermittlungen gegen Heyde übernahm die Frankfurter Generalstaatsanwaltschaft unter Fritz Bauer. Bis Mai 1962 wurde eine umfangreiche Anklageschrift erstellt, die die Aktion T4 rekonstruierte und später eine wichtige Grundlage der historischen Forschung zur NS-Euthanasie wurde. Heyde wurde angeklagt, „heimtückisch, grausam und mit Überlegung mindestens 100.000 Menschen getötet zu haben“. Die Eröffnung des Prozesses gegen Werner Heyde und die Mitangeklagten Gerhard Bohne, Hans Hefelmann und Friedrich Tillmann vor dem Limburger Landgericht war für den 18. Februar 1964 angesetzt. Dem Prozess entzog sich Heyde, indem er sich am 13. Februar 1964 im Zuchthaus Butzbach das Leben nahm.
„Vor Gott trete ich gefaßt und unterwerfe mich seinem Spruch. Ich habe nichts Böses gewollt, soweit ich dies als Mensch zu beurteilen vermag. Er wird entscheiden.“ Mit diesen Worten endet der neunseitige Abschiedsbrief Heydes, in dem er seine Selbsttötung mit „Selbstachtung und Protest“ begründete.

## Medizin und Verbrechen
„Von ungefähr 90 000 damals in Deutschland tätigen Ärzten haben etwa 350 Medizinverbrechen begangen. Das bleibt noch eine stattliche Zahl, vor allem, wenn man an das Ausmaß der Verbrechen denkt. Aber es war im Vergleich zur gesamten Ärzteschaft doch nur ein Bruchteil, etwa ein Dreihundertstel. Aber ist das nicht dann wieder beunruhigender: jeder dreihundertste Arzt ein Verbrecher? Das war eine Relation, die man nie zuvor in der deutschen Ärzteschaft hätte finden können. Warum jetzt?

Doch das trifft nicht den Kern. Dreihundertundfünfzig waren unmittelbare Verbrecher – aber es war ein Apparat da, der sie in die Lage oder in die Chance brachte, sich zu verwandeln.“

Heyde gehörte zur sogenannten Kriegsjugendgeneration, einer Generation, für deren politische Sozialisation die deutsche Niederlage im Ersten Weltkrieg und die unruhigen Anfangsjahre der Weimarer Republik entscheidend waren. Für Heydes Eltern war diese Zeit mit einem gravierenden sozialen Abstieg verbunden: Der Vater hatte nach Heydes eigenen Angaben 1908 einen Unfall zum Anlass genommen, die Tuchfabrik zu verkaufen, sich dann in einem für diese Zeit sehr außergewöhnlichen Maß für die Erziehung seiner Kinder zu engagieren und dabei vom Verkaufserlös der Fabrik zu leben. Er zeichnete Kriegsanleihen, die nach der Niederlage wertlos wurden; in der Inflation von 1923 wurde das restliche Vermögen weitgehend dezimiert.
Wie viele spätere Nationalsozialisten war Heyde Mitglied eines Freikorps und beteiligte sich am Kapp-Putsch. Eine organisierte politische Betätigung Heydes während der Weimarer Republik lässt sich allerdings nicht nachweisen. Spätere politische Äußerungen lassen ihn als rechtsstehend erkennen.
Der Eintritt in die NSDAP dürfte – bei grundlegender Übereinstimmung mit den Zielen und Methoden der Partei – auch von Opportunismus und Sorge um die eigene Karriere bestimmt gewesen sein. Die Bekanntschaft mit Eicke verschaffte Heyde einen hochkarätigen Einstieg in die SS. Seine Tätigkeit in den Konzentrationslagern ab 1936 fiel zusammen mit einem Funktionswandel der Lager: Als Gegner wurden nunmehr diejenigen definiert, die von den Nationalsozialisten als abweichend von einem „gesunden“ Zustand des Volkes betrachtet wurden: sogenannte Asoziale, Berufs- und Gewohnheitsverbrecher.
Die Aktion T4 stellte die Anwendung dieser „rassistischen Generalprävention“ auf psychisch Kranke und eine Radikalisierung der Methoden dar: Methode war jetzt auch die vorsätzliche Tötung der „Abweichenden“. Über das hierfür aufgebaute Begutachtungssystem kam das Oberlandesgericht Frankfurt am Main in einem Beschluss vom 4. Januar 1963 zu folgender Bewertung: „Vielmehr spricht alles dafür, dass die ‚Begutachtungen‘ überhaupt nur bloße tarnende Formalitäten zur Verschleierung der wahren Art und des wahren Zwecks der Aktionen gewesen sind. Das ergibt sich schon mit aller Deutlichkeit aus den dürftigen Unterlagen, die den Gutachtern für die Beurteilung des Einzelfalls zur Verfügung standen, und der Flüchtigkeit, mit der über Leben und Tod der einzelnen Kranken in Massenbegutachtungen entschieden worden ist.“ Dass den Verantwortlichen der NS-Euthanasie die rechtliche Fragwürdigkeit ihres Handelns sehr wohl bewusst war, zeigen ihre letztlich gescheiterten Bemühungen um eine gesetzliche Grundlage für die Aktion T4. Heyde, so heißt es in dem schon zitierten Beschluss des Frankfurter Oberlandesgerichtes vom 4. Januar 1963, war dabei an maßgeblichster Stelle an der Planung und Durchführung der Aktionen beteiligt: „Er konnte also, wie kaum ein anderer, die wirkliche Zielsetzung, die notwendige Tarnung und die Art der tatsächlichen Durchführung der Massentötungen lückenlos überblicken; er wusste auch, dass Hitler es abgelehnt hatte, die Massentötungsaktionen durch ein förmliches Gesetz äußerlich zu legalisieren.“ Heyde war dabei keineswegs ein Befehlsempfänger, er trug seine Meinung engagiert vor und geriet dabei auch in Konflikt mit seinem Vorgesetzten Viktor Brack, der später seine Zusammenarbeit mit Heyde als „keine besonders erspriessliche“ charakterisierte.
Heydes Nachkriegstätigkeit unter dem Namen Dr. Fritz Sawade wirft Licht auf den Umgang mit den nationalsozialistischen Gewaltverbrechen in den 1950er Jahren und die weit verbreitete Bereitschaft, einen „Schlussstrich“ unter die Vergangenheit zu ziehen: In Flensburg war es „praktisch allgemein bekannt, insbesondere in ärztlichen Kreisen, daß der Name Dr. Sawade ein Pseudonym war. Wenn der Name Sawade genannt wurde, zwinkerte man mit den Augen und schwieg“, so später einer der Mitwisser Heydes, Professor Glatzel. Einem anderen Mitwisser wäre es wie „Vertrauensbruch“, wie „glatte Denunziation“ vorgekommen, das eigene Wissen über den untergetauchten Kollegen den Behörden zu offenbaren. Nach Heydes Verhaftung wurde dieses Verhalten thematisiert, aber auch beklagt, dass eine Auseinandersetzung mit diesem Verhalten in der Ärzteschaft ausblieb.
Ende der 1950er Jahre wandelte sich der Blick der bundesdeutschen Öffentlichkeit auf die eigene Vergangenheit: Insbesondere der Ulmer Einsatzgruppen-Prozess machte deutlich, dass ein Großteil der nationalsozialistischen Gewaltverbrechen nicht untersucht und geahndet worden war. Die Ermittlungen der Frankfurter Generalstaatsanwaltschaft und des Kieler Untersuchungsausschusses sowie Heydes Selbsttötung unmittelbar vor Prozessbeginn wurden von teilweise ausführlichen Medienberichten begleitet.
In seinem Abschiedsbrief äußerte sich Heyde zu seiner Beteiligung an der Aktion T4 und seinen Motiven: „Ich habe mich zur Euthanasie nicht gedrängt. Den in den Anfangsbesprechungen versammelten Professoren, Anstaltsdirektoren und sonstigen Psychiatern wurde klar, daß die Euth.[anasie] so oder so durchgeführt werden würde. Niemals, das versichere ich feierlich angesichts des Todes, handelte es sich für uns beteiligte Ärzte um die Beseitigung unnützer Esser, wie man es jetzt darzustellen beliebt, niemals auch nur um lebensunwertes Leben, wie Binding-Hoche es nannten, sondern um sinnloses Dasein von Wesen, die wie bei der von mir nicht zu vertretenden Kindereuthanasie entweder nie Mensch werden konnten oder denen wie bei den Erwachsenen das spezifisch Menschliche unwiderbringlich verloren gegangen war und die – mag man Gegenteiliges behaupten soviel man will – oft genug unter unwürdigen Bedingungen ihr Dasein fristeten. Ich kann weder mich noch die anderen beteiligten Ärzte als schuldig im juristischen Sinne ansehen.“

## Untersuchungsausschuss
Zu einer anderen Einschätzung von Heydes Motiven kamen die beiden Vorsitzenden des Untersuchungsausschusses im Kieler Landtag, Paul Rohloff und Heinz Adler, nachdem sie Heyde in der Untersuchungshaft besucht hatten: „Von einem Schuldbewußtsein könne bei Heyde nicht die Rede sein. Er sei ein ehrgeiziger und außerordentlich geltungssüchtiger Mensch, dem seine Karriere wahrscheinlich über alles gegangen sei.“
Der Untersuchungsausschuss wurde im Dezember 1959 eingesetzt, um zu untersuchen, wie es möglich sein konnte, dass Werner Heyde über so lange Zeit unentdeckt bleiben konnte. Der Untersuchungsausschuss trat von Januar 1960 bis Juli 1961 zu 43 Sitzungen zusammen und hörte 60 Zeugen. Der Abschlussbericht im Juni 1961 nennt 18 Namen von Personen, die Heydes wahre Identität gekannt hatten, darunter Professoren, Richter und Beamte. Der Landtag verabschiedete einstimmig eine Erklärung, in der er verlangte, dass „diejenigen zur Rechenschaft gezogen werden sollten, die die Unrechtstäter decken“. Zu strafrechtlichen Konsequenzen kam es durch die Ermittlungsverfahren wegen Begünstigung für die 18 namentlich bekannten Mitwisser nicht.
Mitwisser Adolf Voß, Generalstaatsanwalt für Schleswig-Holstein, wurde am 28. Dezember 1960 seine vorzeitige Versetzung in den Ruhestand genehmigt. Voß hatte sein Gesuch auf Versetzung in den Ruhestand erst am 27. Dezember gestellt. Voß sollte im Januar 1961 vom Untersuchungsausschuss gehört werden. Da, laut Attesten, seine Gesundheit kurzfristig derart angegriffen war, konnte Voß nicht vor dem Ausschuss erscheinen. Der schleswig-holsteinische Justizminister Bernhard Leverenz hatte den Mitwisser Generalstaatsanwalt Voß vorher mit den Ermittlungen gegen die mutmaßlichen Mitwisser beauftragt.
Volkmar Hoffmann, ein Reporter der Frankfurter Rundschau, wurde hingegen wegen übler Nachrede zu sechs Monaten Gefängnis verurteilt. Er hatte u. a. geschrieben: „Selbst Ministerpräsident Kai-Uwe von Hassel (CDU) und Kultusminister Osterloh oder gar das ganze Kabinett? – wußten seit Monaten, daß sich unter dem Namen Dr. Sawade der steckbrieflich gesuchte Euthanasiearzt und SS-Standartenführer Professor Werner Heyde verbarg.“

## Nachwirkung
Unter dem Titel Die Affäre Heyde-Sawade wurde die Geschichte Heydes 1963 in der DDR verfilmt.
Der Maler Gerhard Richter erfuhr Anfang der sechziger Jahre, dass sein ehemaliger Schwiegervater Heinrich Eufinger mit Heyde zusammengearbeitet hatte. Richter malte 1965 nicht nur seine Tante Marianne, die ein Opfer der Euthanasie-Verbrechen wurde, sondern stellte im gleichen Jahr die Verhaftung Heydes in einem Ölgemälde dar. Nachdem sich das Bild 40 Jahre in Privatbesitz befunden hatte, wurde es am 15. November 2006 von Christie’s in New York versteigert. Das Werk wurde für 2,816 Mio. US-Dollar dem amerikanischen Kunsthändler Larry Gagosian zugeschlagen, der Schätzwert lag zwischen 2,0 und 3,0 Millionen US-Dollar. Das Werk trägt den Namen Herr Heyde und ist seit 2023 in der Neuen Nationalgalerie in Berlin zu sehen.

## Filme, Filmbeiträge
- 1963 (DDR): Die Affäre Heyde-Sawade (Film der Fernsehpitaval-Reihe). Buch: Walter Jupé, Friedrich Karl Kaul; Regie: Wolfgang Luderer. Deutscher Fernsehfunk, DDR. Stiftung Deutsches Rundfunkarchiv Babelsberg. Archivnummer des IDNR 035813
- 1964: Lutz Lehmann: Beitrag 1: Zum Selbstmord von Werner Heyde; Beitrag 2: Eugen Kogon Zum Heyde-Prozess. Norddeutscher Rundfunk (NDR, Panorama, 17. Februar 1964), Hamburg.
- 2001: Niels Grevsen, Wolfgang Mönninghoff: Der Führer ging – die Nazis blieben – Nachkriegskarrieren in Norddeutschland. Norddeutscher Rundfunk (NDR), 2001.
- 2002: Gerolf Karwath: Hitlers Eliten nach 1945 Teil 1: Ärzte – Medizin ohne Gewissen. Regie: Holger Hillesheim. Südwestrundfunk (SWR, 2002).